# Belgio ai Giochi della XXV Olimpiade
Il Belgio partecipò ai Giochi della XXV Olimpiade, svoltisi a Barcellona, Spagna, dal 25 luglio al 9 agosto 1992, con una delegazione di 68 atleti impegnati in sedici discipline.